# Quando la mia vita cambierà
Quando la mia vita cambierà è l'ottavo album in studio del cantautore italiano Gigi D'Alessio, pubblicato il 16 febbraio 2000.

## Descrizione
Il disco si compone di undici brani, tra cui Non dirgli mai, presentato dal cantante al Festival di Sanremo 2000.

## Tracce
Testi di Vincenzo D'Agostino, musiche di Gigi D'Alessio.
1. E vai!!! – 5:31
2. Caro bambino Gesù – 4:41
3. Non dirgli mai – 4:14
4. Bellissima – 4:38
5. Amore mio – 4:03
6. Como suena el corazon – 4:20
7. Una notte al telefono – 5:10
8. Domani – 4:37
9. Sole, cielo e mare (con Lina Sastri e Peppe Barra) – 4:54
10. Quando la mia vita cambierà – 4:36
11. Bella canzone mia – 1:49

Medley latino – CD bonus nell'edizione speciale
1. Dedica Gigi, 'O Sarracino, Fotomodelle un po' povere, Guagliunce', Quando quando quando, Ritmo Tropical, Nel blu dipinto di blu, Como suena el corazon – 12:30

## Formazione
- Gigi D'Alessio – voce, tastiera
- Paolo Del Vecchio – bouzouki, chitarra, mandolino
- Los Farias – chitarra, cori
- Roberto D'Aquino – basso
- Agostino Marangolo – batteria
- Giorgio Cocilovo – chitarra
- Gianni Cuciniello – programmazione
- Francesco Falcone – batteria
- Adriano Pennino – tastiera, programmazione
- Paolo Costa – basso
- Lele Melotti – batteria
- Michele Signori – programmazione
- Vittorio Riva – batteria
- Antonio Annona – tastiera
- Ivan Lacagnino – percussioni
- Zeta Kemanche – violino
- Lino Cannavacciuolo – violino
- Valeria Guida – cori
- Sabrina Guida – cori

## Classifiche
| Classifica (2000) | Posizione massima |
| ----------------- | ----------------- |
| Italia            | 4                 |
| Svizzera          | 58                |